# Chrysoecia requies
Chrysoecia requies là một loài bướm đêm trong họ Noctuidae.